# Litlanesfoss
Litlanesfoss (chiamata anche Stuðlabergsfoss) è una cascata situata nella regione dell'Austurland, nella parte orientale dell'Islanda.

## Descrizione
La cascata, alta 30 metri, è situata lungo il corso del fiume Hengifossá, nel territorio comunale di Fljótsdalur, nella regione dell'Austurland, nella parte orientale dell'Islanda.
Litlanesfoss è posizionata a sud-ovest della città di Egilsstaðir e vicino alla parte meridionale del lago Lagarfljót. 
Come la vicina e molto più alta cascata Hengifoss, situata poco più in alto, Litlanesfoss è alimentata dal fiume Hengifossá (un affluente del Lagarfljót). L'acqua del fiume ha formato la cascata cadendo attraverso una parete formata da colonne di basalto (basalto colonnare), creando un ambiente simile a quello delle cascate Svartifoss e Aldeyjarfoss.